# La Chapelle-d’Alagnon
La Chapelle-d’Alagnon – miejscowość i gmina we Francji, w regionie Owernia-Rodan-Alpy, w departamencie Cantal.
Według danych na rok 1990 gminę zamieszkiwało 236 osób, a gęstość zaludnienia wynosiła 26 osób/km² (wśród 1310 gmin Owernii La Chapelle-d’Alagnon plasuje się na 615. miejscu pod względem liczby ludności, natomiast pod względem powierzchni na miejscu 845.).